# Aéroport de La Grande-4
L'aéroport de La Grande-4 est un aérodrome desservant les installations hydroélectriques de l'aménagement La Grande-4 d'Hydro-Québec dans le Nord-du-Québec au Canada.

## Annexe